# Похід на Пентагон

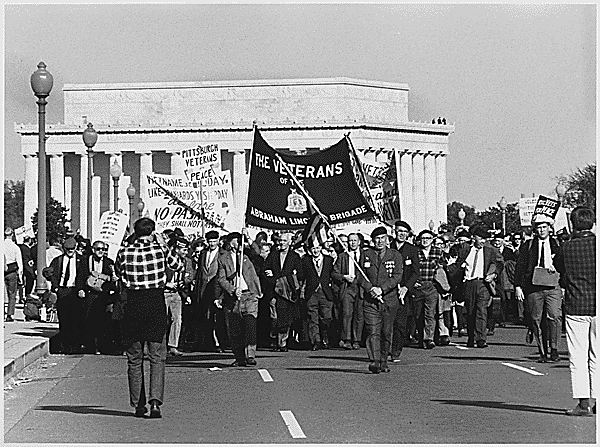
Демонстранти у Вашингтоні. 21 жовтня 1967

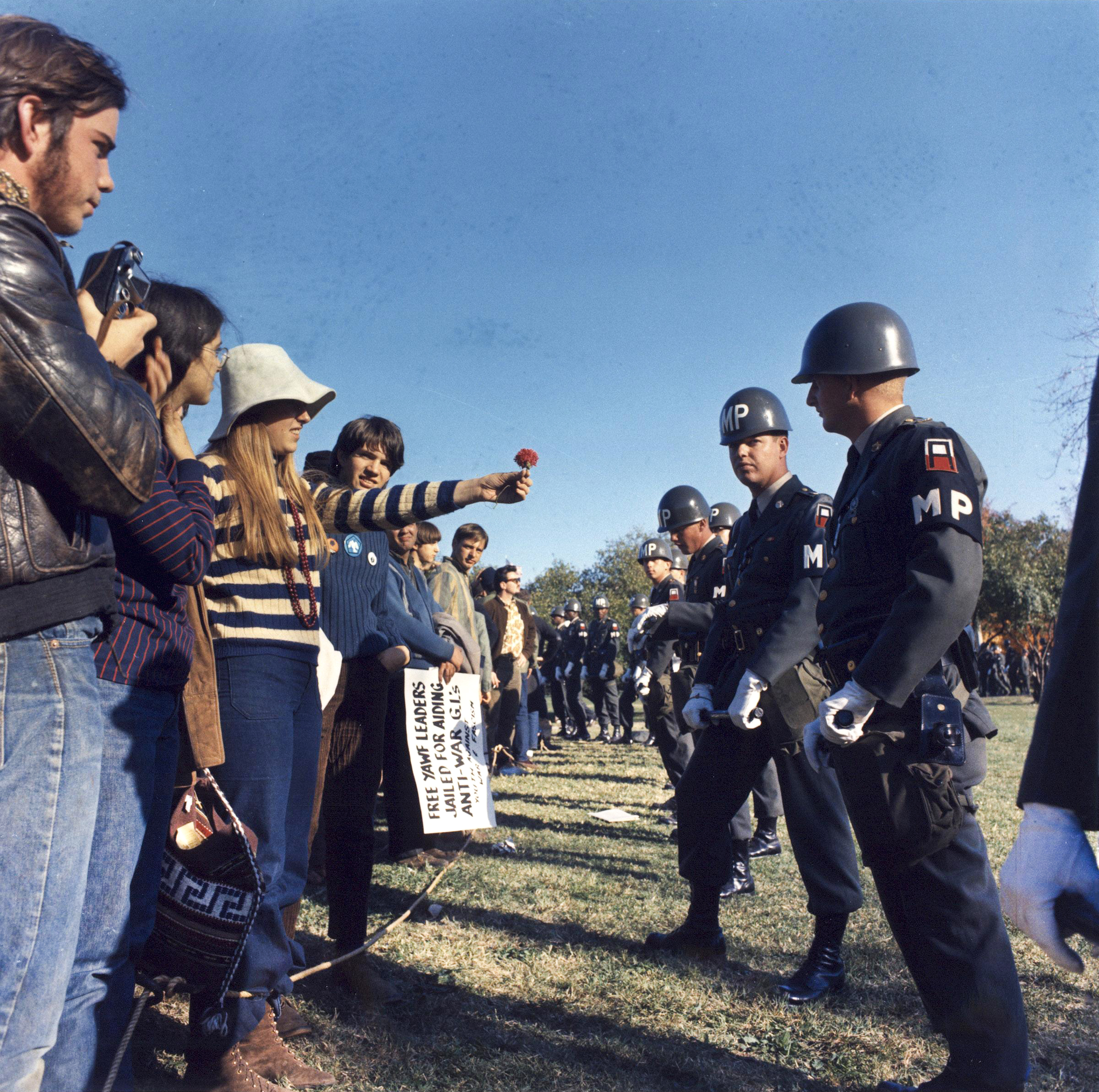
Демонстрантка пропонує квітку військовим поліцейським під час походу на Пентагон

«Похід на Пентагон» — акція протесту проти В'єтнамської війни, організована Національним мобілізаційним комітетом за припинення військових дій наприкінці «літа любові» — 21 жовтня 1967 року. Одна зі знакових подій в історії американського антивоєнного руху.

## Історія
«Похід» став кульмінацією п'ятиденних загальнонаціональних протестів проти військового призову (це була перша загальнонаціональна акція протесту проти війни у В'єтнамі). На вихідні у Вашингтон прибуло, за різними даними, від 70 тисяч до 100 і більше тисяч людей для участі у заході. Після мітингу біля меморіалу Лінкольна натовп чисельністю 35—50 тисяч чоловік рушив у напрямку Пентагону, маючи намір «вигнати духів ненависті» з будівлі й підняти його в повітря. Там натовп зустріли військові, поліцейські та національні гвардійці. Протистояння біля Пентагону тривало весь вечір і ніч. Невеликій групі демонстрантів вдалося проникнути всередину будівлі. В ході заворушень демонстранти кидали в правоохоронців пляшки, каміння, стріляли з водних пістолетів.
Всього за час акції поліція затримала понад 600 осіб.

## В культурі
- Похід на Пентагон описаний у документальній книзі Нормана Мейлера «Армії ночі» (1968), яку відзначено Пулітцерівською премією.